# 仮面ライダーBLACK (曲)
「仮面ライダーBLACK」（かめんライダー ブラック）は、倉田てつを、ならびに坂井紀雄のシングル。1987年10月21日に日本コロムビアから発売された。型番はCK-797。
1988年7月21日には4曲入りのシングルCD（型番は15CC-8049）も発売されている。

## 概要
表題曲「仮面ライダーBLACK」は、特撮テレビドラマ『仮面ライダーBLACK』のオープニングテーマとして使用された。シングルレコードのカップリングには、坂井紀雄が歌う同作エンディングテーマ「Long Long Ago, 20th Century」が収録されている。
作曲を担当した宇崎竜童は、『真・仮面ライダー 序章』では音楽担当として仮面ライダーシリーズに再び関わっており、「Forever」（『真・仮面ライダー 序章』エンディングテーマ）の作曲も行っている。
なお本曲には複数のバリエーションが存在し、それぞれイントロや倉田てつをのボーカルやエコー処理、サビの「BLACK!」というシャウト部分のコーラスなどが異なっている。2015年発売の『仮面ライダーBLACK SONG & BGM COLLECTION』には、以下の3種類のフルサイズ音源が収録されており、それぞれ区別されている。
1. 「仮面ライダーBLACK」（1988年発売の企画盤『仮面ライダーBLACK 歌とアクション』に収録されたバージョン）
2. 「仮面ライダーBLACK シングルバージョン」（シングル盤に収録されたバージョン）
3. 「仮面ライダーBLACK アルバムバージョン」（『仮面ライダーBLACK ヒット曲集』などのアルバム盤に収録されたバージョン）

「Long Long Ago, 20th Century」は、「夢のヒーロー」（『電光超人グリッドマン』オープニングテーマ）など多くの特撮主題歌・挿入歌を歌唱した坂井紀雄の初の特撮主題歌である。
「仮面ライダーBLACK」を歌唱した倉田てつをは、本楽曲以外にも『仮面ライダーBLACK』挿入歌「オレの青春」や『仮面ライダーBLACK RX』挿入歌「黒い勇者」を歌唱している。

## 収録曲
（全作詞：阿木燿子、全作曲：宇崎竜童、全編曲：川村栄二）
1. 仮面ライダーBLACK[9]
歌：倉田てつを
  - 特撮番組『仮面ライダーBLACK』オープニングテーマ。
  - WEBドラマ『仮面ライダーBLACK SUN』挿入歌。
2. Long Long Ago, 20th Century[1]
歌：坂井紀雄
  - 特撮番組『仮面ライダーBLACK』エンディングテーマ。

## カバー
- 『アニメタル・マラソンV』アニメタル
- 『百歌声爛 -男性声優編II-』 宮野真守による「仮面ライダーBLACK」のカバーが収録。